# Sophie de Bar
Sophie, née vers 1018, morte le 21 juin 1093, est une comtesse de Bar et de Mousson.
Elle est la fille de Frédéric II, comte de Bar et duc de Haute-Lotharingie et de Mathilde de Souabe.

## Biographie
À la mort de son frère Frédéric III, sa tante Gisèle de Souabe, mariée à l'empereur germanique Conrad II, la recueillit ainsi que sa sœur Béatrice. Sophie hérita des comtés de Bar et de Mousson, tandis que Conrad II donnait la Haute-Lotharingie à un cousin, le duc de Basse-Lotharingie Gothelon Ier.
Elle épouse en 1038 Louis, comte de Scarpone, de Montbéliard, d'Altkirch et de Ferrette (1019 † 1073). De cette union, sont issus :
- Thierry (1045 † 1105), comte de Montbéliard, de Bar et de Mousson ;
- Bruno, mort jeune ;
- Louis, cité en 1080 ;
- Frédéric († 1092), marquis de Suze ;
- Sophie, mariée à Folmar, comte de Froburg ;
- Béatrice († 1092), mariée à Berthold Ier de Zähringen († 1078), duc de Carinthie ;
- Mathilde, mariée à Hugues de Dagsburg († 1089).

En 1088, elle fonde le prieuré de Saint Mihiel qu'elle confie aux moines bénédictins de l'abbaye de Saint Mihiel. En 1090, elle construit également un château-fort destiné à protéger l'abbaye.